# 海渡寛記
海渡 寛記（かいと ひろき）は、日本の経営者。ジェイ・マックス株式会社（ワンナップ英会話）の代表取締役。
都内4校、横浜1校の英会話スクールを運営。また、医療英語専門の英会話教室「めどはぶ」や「HiSUi TOKYO」なども運営している。

## 著書
- ビジネス英語フレーズ3200 場面別・職種別 外国人同僚との雑談から商談での決めゼリフまで[1]
- 新社会人の英語 若手社員がビジネスで最低限必要な英会話表現・英文Eメールテンプレート[2]